# 3D Slicer
3D Slicer是開源的跨平台醫學影像視覺化和三維重建軟體。由美國國家衛生院和全球開發者社群的支援下開發。

它被廣泛用於多種醫療用途，包括自閉症、多發性硬化症、全身性紅斑狼瘡、前列腺癌、肺癌、乳腺癌、思覺失調症、骨科、生物力學、慢性阻塞性肺病、心血管疾病和神經外科。

## 關於 3D Slicer
3D Slicer是一個免費的開源軟體（基於BSD授權條款），用於影像分析、影像視覺化以及影像導引放射治療（Image Guided Radiotherapy,IGRT），可被用於Linux、MacOSX和windows等作業系統，它具有相當良好的可擴充性，可以透過嵌入模組的方式添加新的功能。
3D Slicer適用於查看全身各個組織的器官，相容於核磁共振造影（MRI）、電腦斷層掃描（CT）、超音波（US）以及顯微鏡下的影像。

3D Slicer支援二維多平面重建，可以用 3D 的形式將器官以不同的角度進行切割來查看不同的切面，並可結合核磁共振造影(MRI)的數據，讓醫師可以對危險程度較高的手術進行更多的事前模擬。
3D Slicer的功能包括：
- 處理DICOM格式的影像，並支援讀取/寫入其他種類的格式
- 支援多邊形網格、二維多平面重建以及立體渲染的視覺化
- 手動編輯影像
- 自動進行影像分割
- 擴散張量磁振造影（Diffusion Tensor Imaging,DTI）的數據分析和視覺化。

3D Slicer以BSD授權條款發佈。雖然該許可證在學術及商業用途上沒有任何限制，但是使用者有責任在遵守當地法規的情況下使用，而3D Slicer目前尚未獲得美國FDA正式批准於臨床上使用。

## 作業系統要求
- Windows：Windows 10需要1903（2019年5月更新）以上的版本來支援（UTF-8）格式的文字。微軟不再支援Windows 8.1和Windows 7，所以未在這些作業系統上對3D Slicer進行過測試，但仍然可以使用。
- macOS：macOS High Sierra（10.13）或更高版本。
- Linux：Ubuntu 18.04或更高版本
- CentOS 7或更高版本。[7]

## 圖片集

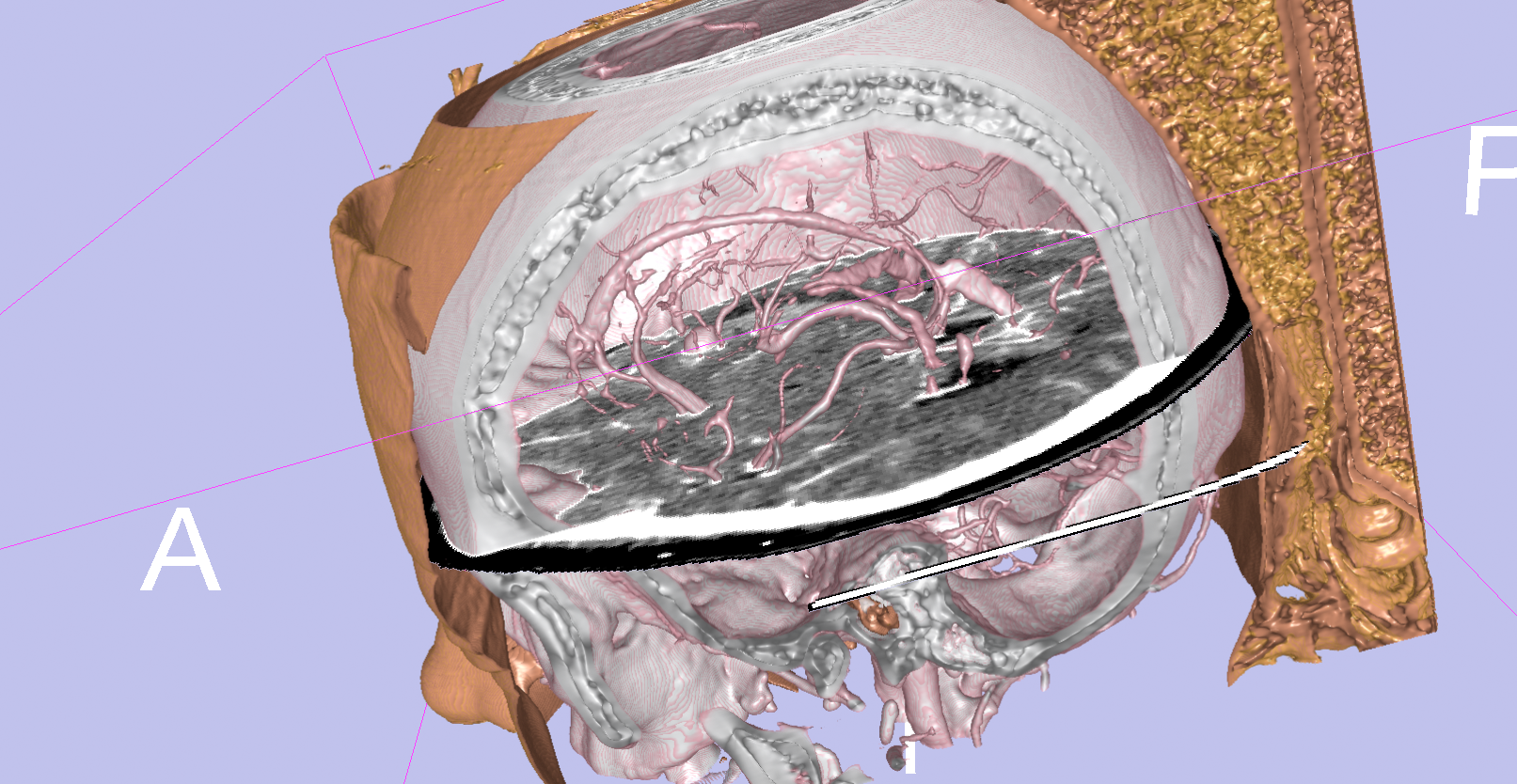
使用NVIDIA驅動程式進行硬體加速的立體渲染（此功能僅限在Windows和Linux上使用）。
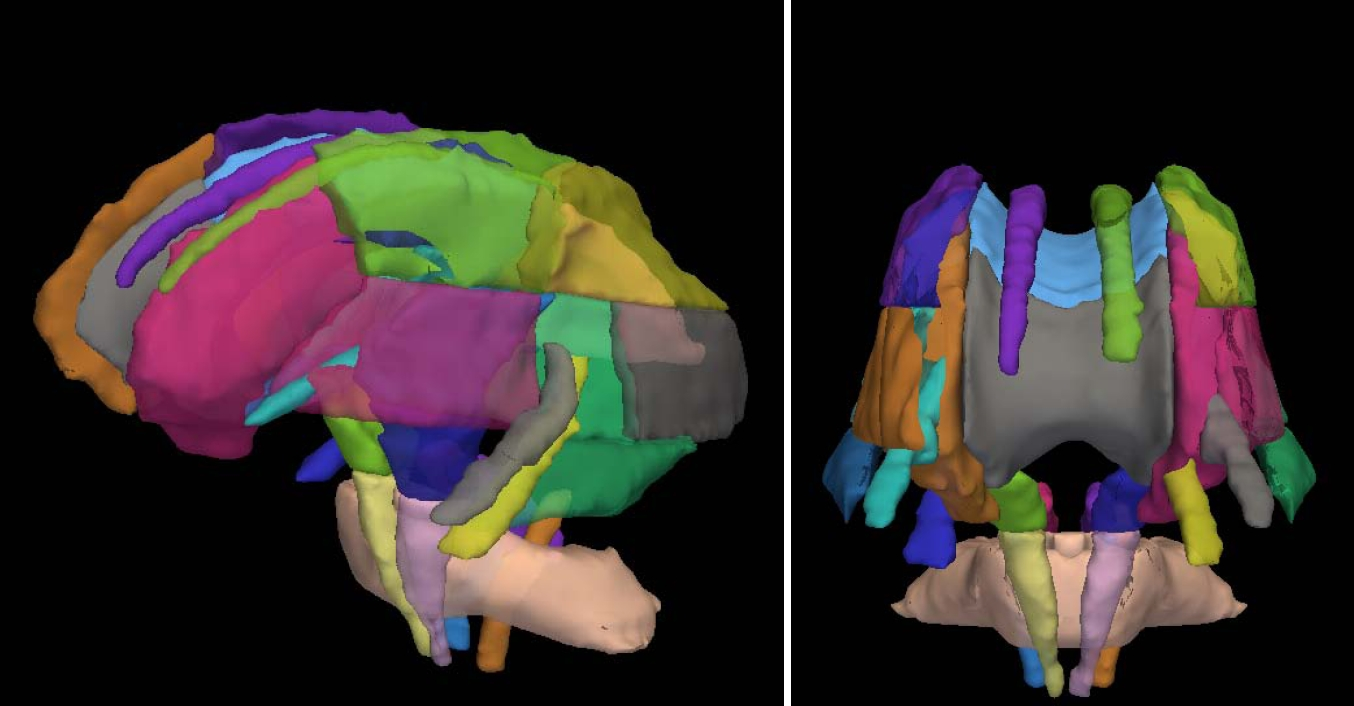
基於感興趣區域（region of interest,ROI）的視覺化。
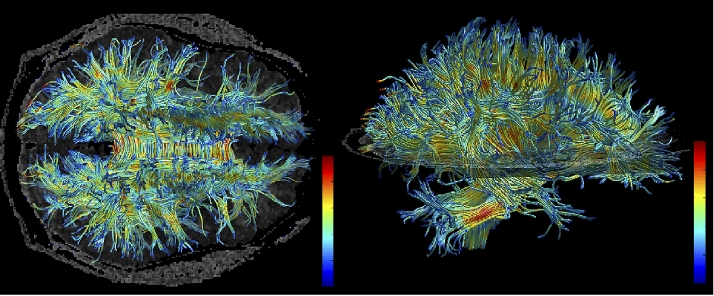
在3-Tesla磁體上獲取高分辨率數據，並使用自動跟踪程序進行後處理。
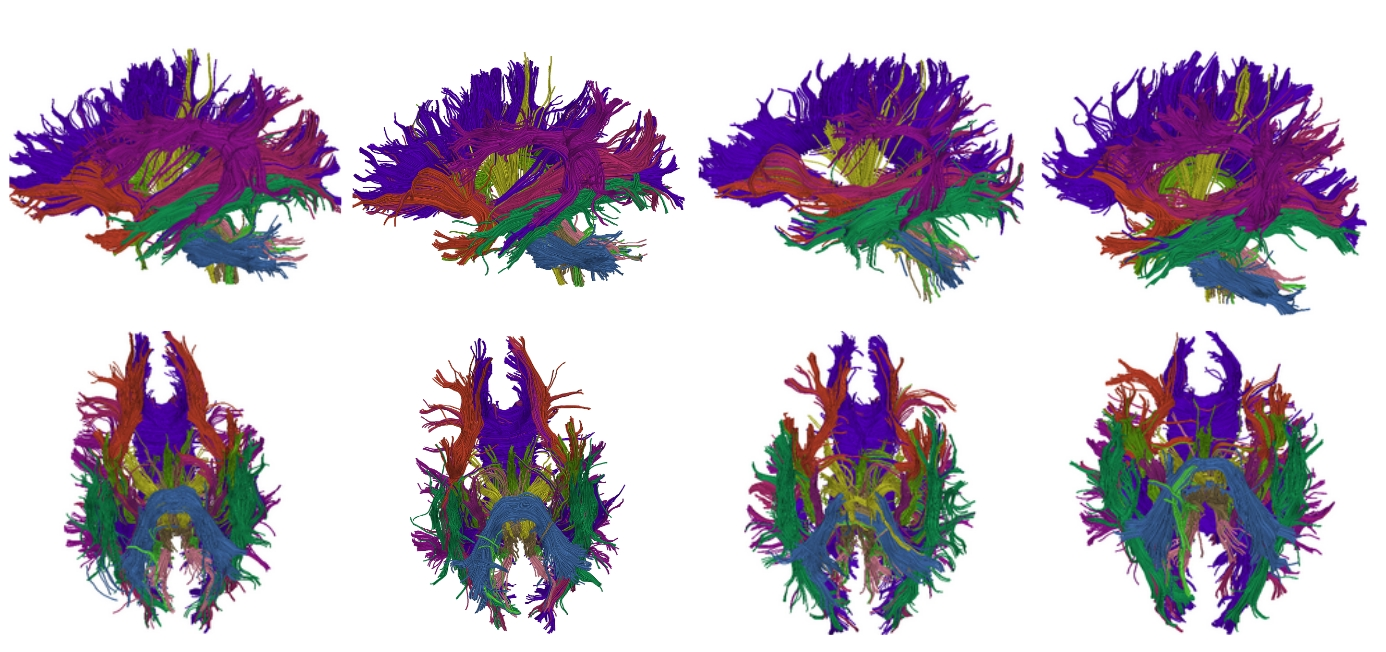
腦白質影像的生成和群組分析（Group analysis）。
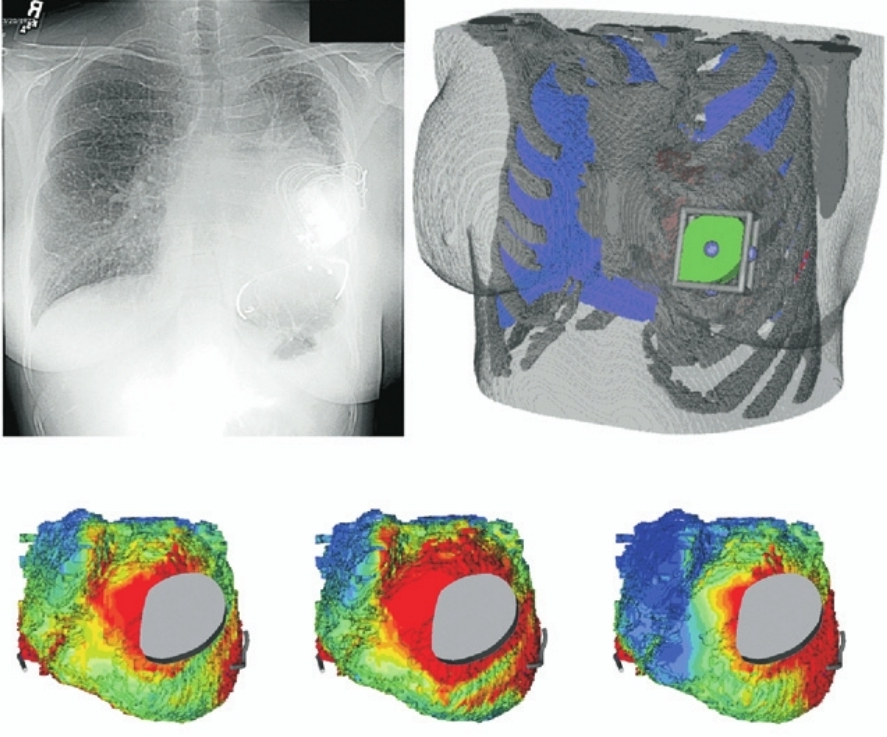
先天性心臟病患者的模型。
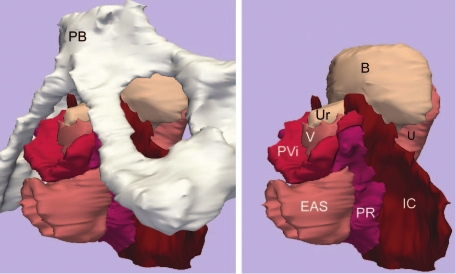
左：提肛肌的3D模型（包括恥骨和骨盆內臟）。右：沒有恥骨的相同模型。
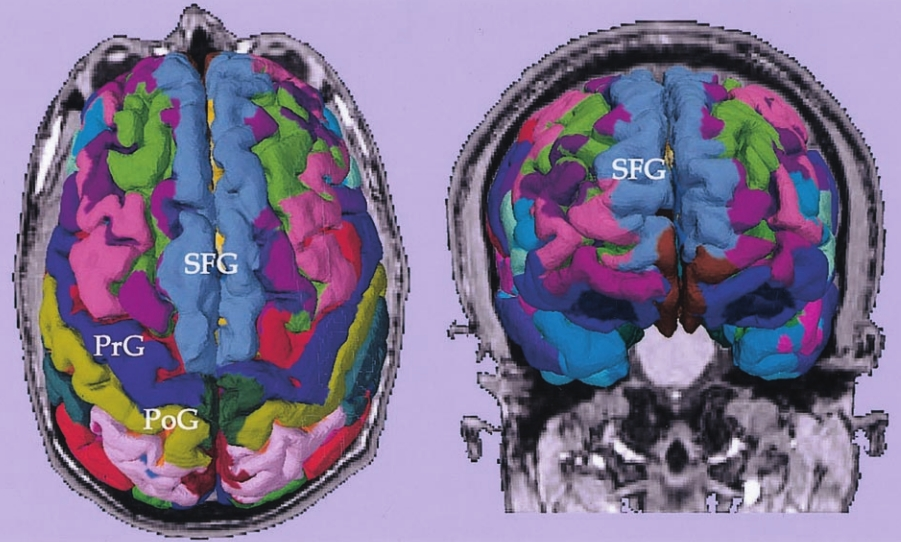
從腫瘤患者影像獲得的皮質細胞碎片。
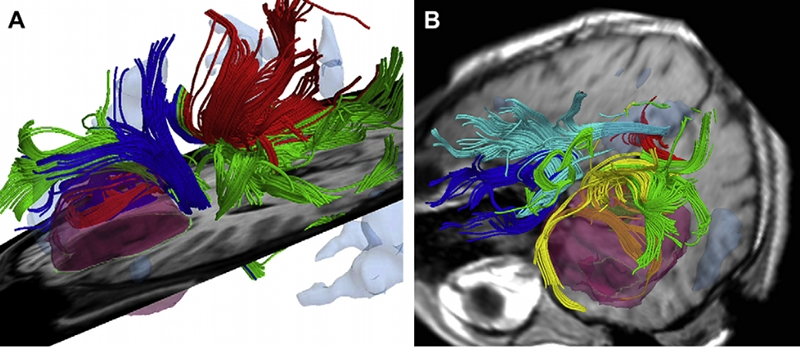
在手術中使用iMRI影像和3D Slicer軟體進行定位。

## 歷史
3D Slicer最初是由MIT的研究生David Gering於1998年和1999年提出的，當時3D Slicer被作為布萊根婦女醫院的外科計劃實驗室與MIT人工智慧實驗室之間的碩士學位論文的一部分。 四年後，3D Slicer 2於2002年發佈，可以透過FTP伺服器免費取得，當時已有數千次的下載量。2007年，3D Slicer於版本3進行了全面的改造。而3D Slicer於2009年開始下一個主要重構，它將3D Slicer採用的GUI套件從KWWidgets轉換為Qt。採用Qt的3D Slicer 4於2011年發布。

## 用戶
3D Slicer已被用於多種臨床研究中。在影像導引放射治療（Image Guided Radiotherapy,IGRT）的研究中，3D Slicer常被用於建立和視覺化MRI數據，這些數據在手術前和手術中均可用，並可取得用於儀器跟踪的空間坐標。 實際上，3D Slicer在影像導引放射治療中已經發揮了舉足輕重的作用，自1998年以來已有200多家出版物在文獻中引用了3D Slicer。
除了從MRI影像中生成3D模型外，3D Slicer還被用於顯示從fMRI中獲得的訊息、  DTI(diffusion tractography) 和心電圖。 例如，3D Slicer允許DTI影像的轉換和分析。分析的結果可以與MRI，MR血管造影和fMRI的分析結果結合。3D Slicer的其他用途包括古生物學的研究和神經外科手術計劃。

## 開發人員
3D Slicer建立在VTK環境中，VTK是一種跨平台的圖形應用函式庫，已廣泛用於科學視覺化和ITK（Insight Segmentation and Registration Toolkit）中，ITK是一種廣泛用於開發影像分割和圖像配准的框架。在3D Slicer 4中，程式的核心是使用C ++開發而成，並且可以通過Python程式使用該API ，界面使用Qt來開發，可以使用C ++或Python進行擴充。
3D Slicer支援使用輕量級的XML規範包裝任何語言的CLI程式，從中自動生成圖形使用者介面（GUI）。
對於未在3D Slicer核心程式中發佈的模組，可以使用系統自動建立和分發，以便用戶從3D Slicer中進行選擇並下載。
3D Slicer在建立過程會利用CMake自動建立必備和可選的程式庫（不包括Qt）。

## 外部連結
- Slicer （页面存档备份，存于）